# Tadeusz Meisner
Tadeusz Antoni Meisner (ur. 7 czerwca 1936 w Niewiadomiu – ob. część Rybnika, zm. 24 grudnia 2014) – polski działacz państwowy i ekonomista, w latach 1973–1978 naczelnik i prezydent Rybnika.

## Życiorys
Absolwent I Liceum Ogólnokształcącego im. Powstańców Śląskich w Rybniku (1954) oraz Akademii Ekonomicznej w Katowicach. Przez 13 lat pracował w zakładach Rybnickiego Okręgu Węglowego, następnie był dyrektorem Dyrekcji Inwestycji Miejskich. 17 grudnia 1973 powołany na stanowisko naczelnika Rybnika (w 1975 przekształcone w fotel prezydenta). Zajmował je do czerwca 1978. Przeszedł wówczas na fotel wicedyrektora Wojewódzkiego Zjednoczenia Gospodarki Komunalnej i Mieszkaniowej w Katowicach. Zasiadał także w zarządzie RKS ROW 1964 Rybnik. Po 1989 był założycielem Towarzystwa Przyjaciół I Liceum Ogólnokształcącego im Powstańców Śląskich w Rybniku. Zasiadał także w radach nadzorczych spółek i był prezesem Jastrzębskiej Agencji Turystycznej.
30 grudnia 2014 pochowany na cmentarzu komunalnym przy ul. Rudzkiej w Rybniku. Wyróżniony m.in. Medalem VIII wieków Rybnika.